# Андріїв-Український
Андріїв-Український (до 7 червня 1946 року — Андріїв, рос. Андреев, пол. Andrejów, також — Андріївка) — колишнє село у Бежівській волості Житомирського повіту Волинської губернії та Андріївській (Андрієво-Українській) сільській раді Черняхівського району Волинської округи, Київської та Житомирської областей. У 1923—60 роках — адміністративний центр Андріївської сільської ради.

## Населення
Відповідно до результатів перепису населення Російської імперії 1897 року, загальна кількість мешканців становила 606 осіб, з них: православних — 591, чоловіків — 303, жінок — 303.
У 1906 році в поселенні нараховувалося 124 двори та 633 мешканці.
Кількість населення, станом на 1923 рік, становила 921 особу, кількість дворів — 114.

## Історія
У 1628 році поселенням володів Стефан Немирич, вносив податок з 6 димів та 10 убогих. У 1648 році — власність наймолодшого сина Немирича, Стефана, одруженого з Войнаровською. У 1754 році сплачено до Черняхова до замку 3 злотих 22 гроші, до скарбу — 14 злотих 28 грошів податків.
В кінці 19 століття — село Бежівської волості Житомирського повіту, недалеко від Черняхова, над притокою Тростяниці, за 31 версту від Житомира. Входило до православної парафії в Стиртах, за 4 версти.
В 1906 році — сільце; входило до складу Бежівської волості (7-го стану) Житомирського повіту Волинської губернії. Відстань до губернського та повітового центру, м. Житомир, становила 27 верст, до волосної управи в с. Бежів — 10 верст. Найближче поштово-телеграфне відділення розташовувалось в містечку Черняхів.
У 1923 році увійшло до складу новоствореної Андріївської (1925—60 роки — Андрієво-Українська) сільської ради, котра, від 7 березня 1923 року, стала частиною новоутвореного Черняхівського району Житомирської (згодом — Волинська) округи; адміністративний центр ради. Відстань до районного центру, міст. Черняхів, становила 6 верст.
7 червня 1946 року перейменоване на Андріїв-Український.
29 червня 1960 року, відповідно до рішення Житомирського облвиконкому № 683 «Про об'єднання деяких населених пунктів в районах області», с. Андріїв-Український об'єднане з с. Андріївка.